# Bucks Fizz
Bucks Fizz byla anglická popová skupina založená v lednu 1981. Tvořili ji čtyři zpěváci: Bobby G, Cheryl Baker, Mike Nolan a Jay Aston. Skupina přestala být v roce 2018 aktivní.

## Historie
Největšího úspěchu dosáhla v 80. letech 20. století, zejména díky vítězství na Eurovision Song Contest v roce 1981 s písní „Making Your Mind Up“. Skupina pokračovala v úspěšné kariéře po celém světě (i když ve Spojených státech byla komerčně neúspěšná), ale největším trhem pro ni zůstala Velká Británie, kde měla tři úspěšné singly – „Making Your Mind Up“ (1981), „The Land of Make Believe“ (1981) a „My Camera Never Lies“ (1982) a stala se jednou z nejprodávanějších skupin 80. let. Dalšími hity skupiny se staly písně „Now Those Days Are Gone“ (1982), „If You Can't Stand the Heat“ (1982), „When We Were Young“ (1983) a „New Beginning (Mamba Seyra)“ (1986).
Složení skupiny se v průběhu let několikrát změnilo. Nejvýraznějším byl odchod zpěvačky Jay Aston, kterou nahradila Shelley Preston. Od roku 2018 je skupina téměř neaktivní. Částečně ji nahradila skupina The Fizz, ve které působí někteří bývalí členové.

## Členové

### Poslední sestava
- Bobby G (1981–2018)
- Heidi Manton (1994–2018)
- Tammy Choat (2004–2018)
- Paul Yates (2012–2018)

### Bývalí členové
- Mike Nolan (1981–1996)
- Cheryl Baker (1981–1993)
- Jay Aston (1981–1985)
- Shelley Preston (1985–1990)
- Amanda Szwarc (1994–1996)
- David Van Day (1996–1997)
- Karen Logan (1996)
- Louise Hart (1996–2002)
- Graham Crisp (1997–2002)
- Nikki Winter (2003)
- Wayne Chinnery (2003–2006)
- Paul Fordham (2006–2012)
- Jenny Phillips (2006)

## Diskografie
- Bucks Fizz (1981)
- Are You Ready (1982)
- Hand Cut (1983)
- I Hear Talk (1984)
- Writing on the Wall (1986)